# 용태영 (법조인)
용태영(龍太暎, 1929년 1월 24일~2010년 5월 3일)은 대한민국의 변호사이다.

## 주요 공적
1973년 서울고등법원에 공휴권 청구 관련 확인 소송을 내 승소함으로써 1975년 부처님 오신 날이 국가 공휴일로 제정되는 데 결정적 역할을 했다.

## 학력
- 서울공립공업중학교 중퇴
- 대한민국 육군사관학교 10기 (예비역 육군 소령)
- 대한민국 육군보병학교
- 대한민국 육군공병학교

### 명예 박사 학위
- 유니언 대학교 명예 정치학 박사

## 수상
- 2007년 불교 조계종의 올해 불자대상 수상[3]